# Lightning Bolt
Lightning Bolt é o décimo álbum de estúdio da banda de rock americana Pearl Jam. Foi produzido por Brendan O'Brien, o álbum foi lançado nos Estados Unidos em 15 de outubro de 2013 pelas gravadoras Monkeywrench Records (gravadora independente da banda) e Republic Records (lançamento internacional).
O grupo começou a compor novas músicas em 2011, as primeiras sessões de gravação do álbum ocorreram no início de 2012 antes dos músicos decidirem fazer uma pausa. Como todos os membros entraram em projetos paralelos depois, os trabalhos em Lightning Bolt só foram retomados em março de 2013. O álbum tem influência do hard rock, com músicas mais longas em contraste com o antecessor Backspacer (2009), e as letras tematizam o envelhecimento e mortalidade de Eddie Vedder.
Precedido de uma campanha promocional com foco no site e perfis das redes sociais do Pearl Jam e dois singles de sucesso moderado foram lançados: "Mind Your Manners" e "Sirens". Lightning Bolt foi bem recebido pela crítica, considerado um retorno efetivo ao antigo som da banda, liderando o topo das paradas nos Estados Unidos, Canadá e Austrália.

## Antecedentes e produção
Logo após concluir Backspacer em 2009, Pearl Jam e o produtor Brendan O'Brien pretendiam em breve repetir a experiência, já que de acordo com o produtor, se "divertiram muito criando o material". Em 2011, em meio aos preparativos para o documentário Pearl Jam Twenty (2011) e sua turnê, a banda gravou algumas canções com O'Brien no Henson Recording Studios de Los Angeles, com a música "Olé" sendo lançada como download gratuito. O'Brien considerou que o estúdio ajudou a banda a chegar a uma "mentalidade submarina, e todos entrando no navio juntos"; Jeff Ament acrescentou que trabalhar fora da cidade natal da banda, Seattle, levou os músicos a trabalharem com mais eficiência.
Depois de algum tempo desenvolvendo demos, os músicos retornaram ao Henson em março de 2012, gravando sete músicas antes que a banda decidisse fazer uma pausa, pois de acordo com o guitarrista Mike McCready "tivemos que levar algum tempo para descobrir o que queríamos Faz." O guitarrista Stone Gossard acrescentou que, apesar dos membros da banda pensarem que após as sessões de produção o álbum estaria quase pronto, eventualmente eles considerariam que as faixas "não parecessem fortes o suficiente para um álbum." O trabalho no álbum foi retomado apenas em março de 2013, quando os membros se reagruparam com novas composições, principalmente feitas separadamente em estúdio caseiro de cada membro — embora McCready às vezes trabalhasse junto com o baterista Matt Cameron — antes do grupo se reunir para terminar as músicas juntos.
O'Brien atribuiu a longa pausa à agenda lotada da banda, quando os músicos entraram em projetos paralelos depois de colocar o álbum do grupo em espera: o vocalista Eddie Vedder iniciou uma turnê solo; o baterista Cameron retornou ao Soundgarden; Gossard voltou ao seu projeto paralelo com a banda Brad; Ament gravou o álbum solo While My Heart Beats (2012) e iniciou o projeto RNDM; e McCready formou o grupo Walking Papers, enquanto também participava de uma reunião parcial com o grupo Mad Season. Vedder ainda considerou que todas as diversões que ajudaram o Pearl Jam a ter "mais importância nos álbuns" e se concentrar em fazer o melhor material possível. Como nos materiais anteriores, as músicas tiveram suas primeiras gravações com todos os músicos tocando juntos, embora O'Brien tenha acrescentado que com Lightning Bolt "não mantemos tanto [as gravações ao vivo] quanto costumávamos". Músicos convidados incluem o próprio O'Brien nos teclados, o tecladista de Boom Gaspar, e a violinista Ann Marie Calhoun. Após seis semanas de novas sessões de gravação, o álbum foi mixado em Seattle a pedido da banda, com o processo ocorrendo no Studio X.

## Lista de faixas
Todas as letras escritas por Eddie Vedder. 
| Faixas da edição padrão |                        |                       |         |  |
| N.º                     | Título                 | Música                | Duração |  |
| 1.                      | "Getaway"              | Vedder                | 3:26    |  |
| 2.                      | "Mind Your Manners"    | Mike McCready         | 2:38    |  |
| 3.                      | "My Father's Son"      | Jeff Ament            | 3:07    |  |
| 4.                      | "Sirens"               | McCready              | 5:41    |  |
| 5.                      | "Lightning Bolt"       | Vedder                | 4:13    |  |
| 6.                      | "Infallible"           | Ament · Stone Gossard | 5:22    |  |
| 7.                      | "Pendulum"             | Ament · Gossard       | 3:44    |  |
| 8.                      | "Swallowed Whole"      | Vedder                | 3:51    |  |
| 9.                      | "Let the Records Play" | Gossard               | 3:46    |  |
| 10.                     | "Sleeping by Myself"   | Vedder                | 5:31    |  |
| 11.                     | "Yellow Moon"          | Ament                 | 3:52    |  |
| 12.                     | "Future Days"          | Vedder                | 4:22    |  |

## Paradas musicais
| País/Parada (2013)                          | Melhor posição |
| ------------------------------------------- | -------------- |
| Alemanha (Offizielle Deutsche Charts)       | 4              |
| Austrália (ARIA)                            | 1              |
| Áustria (Ö3 Austria Top 40)                 | 3              |
| Bélgica (Ultratop Flandres)                 | 1              |
| Bélgica (Ultratop Valônia)                  | 4              |
| Canadá (Canadian Albums Chart)              | 1              |
| Croácia (TOTS)                              | 1              |
| Dinamarca (Hitlisten)                       | 3              |
| Escócia (Official Scottish Albums)          | 2              |
| Espanha (PROMUSICAE)                        | 3              |
| Estados Unidos (Billboard 200)              | 1              |
| Estados Unidos (Top Alternative Albums)     | 1              |
| Estados Unidos (Top Hard Rock Albums)       | 1              |
| Estados Unidos (Top Rock Albums)            | 1              |
| Finlândia (Suomen virallinen lista)         | 8              |
| França (SNEP)                               | 20             |
| Hungria (MAHASZ)                            | 2              |
| Irlanda (IRMA)                              | 1              |
| Itália (FIMI)                               | 2              |
| Japão (Oricon)                              | 46             |
| Noruega (VG-lista)                          | 2              |
| Nova Zelândia (Recorded Music NZ)           | 2              |
| Países Baixos (Dutch Charts)                | 2              |
| Polónia (ZPAV)                              | 3              |
| Portugal (AFP)                              | 1              |
| Reino Unido (Official Albums Chart)         | 2              |
| República Tcheca (IFPI Slovenská Republika) | 8              |
| Suécia (Sverigetopplistan)                  | 12             |
| Suíça (Schweizer Hitparade)                 | 2              |

| País/Parada (2013)                      | Posição fixada |
| --------------------------------------- | -------------- |
| Austrália (ARIA)                        | 75             |
| Bélgica (Ultratop Flandres)             | 39             |
| Bélgica (Ultratop Valônia)              | 132            |
| Canadá (Canadian Albums Chart)          | 47             |
| Estados Unidos (Year-End)               | 99             |
| Estados Unidos (Top Alternative Albums) | 16             |
| Estados Unidos (Top Hard Rock Albums)   | 5              |
| Estados Unidos (Top Rock Albums)        | 24             |
| Itália (FIMI)                           | 30             |
| Países Baixos (Album Top 100)           | 30             |
| Suíça (Schweizer Hitparade)             | 81             |
| País/Parada (2014)                      | Posição fixada |
| Bélgica (Ultratop Flandres)             | 103            |
| Estados Unidos (Year-End)               | 194            |
| Estados Unidos (Top Alternative Albums) | 25             |
| Estados Unidos (Top Hard Rock Albums)   | 9              |
| Estados Unidos (Top Rock Albums)        | 44             |
| Itália (FIMI)                           | 74             |

## Créditos
Pearl Jam
- Jeff Ament – baixo  ·  teclado (canção 7)
- Matt Cameron – bateria  ·  backing vocal (canção 4)
- Stone Gossard – guitarra  ·  bongô (canção 7)
- Mike McCready – guitarra  ·  guitarra com arco (canção 7)  ·  baixo de seis cordas (canção 3)
- Eddie Vedder – vocal  ·  guitarra  ·  ukulele (canção 10)

Pessoa adicional
- Ann Marie Calhoun – violino
- Boom Gaspar – piano  ·  teclado
- Brendan O'Brien – piano (canção 12)  ·  mixagem  ·  produção